# 普岁道山狸藻
普岁道山狸藻（學名：Utricularia phusoidaoensis）為狸藻屬陸生岩生食虫植物。其种加词“phusoidaoensis”来源于泰国普岁道山（Phu Soi Dao）。其为泰国北部彭世洛府普岁道山的特有種，且仅存在于其模式产地中。普岁道山狸藻生长于潮湿的岩壁表面，分布于海拔2000米处。其与另一个泰国的特有种加勒特狸藻（U. garrettii）之间存在密切的近缘关系，并具有一致的种子形态。而普岁道山狸藻的花冠为紫色，具4至6个裂片，叶片为肾形，捕虫囊具鹿角状附属物。普岁道山狸藻常与刺缘狸藻（U. spinomarginata）同域分布。2007年，诗丽吉王后植物园的Piyakaset Suksathan最先采集到了普岁道山狸藻，并于2010年与都柏林三一学院的约翰·阿德里安·奈克尔·帕内尔（John Adrian Naicker Parnell）一起正式描述了普岁道山狸藻。

## 外部連結
- 食虫植物照片搜寻引擎中普岁道山狸藻的照片

 维基共享资源上的相關多媒體資源：普岁道山狸藻
 維基物種上的相關：普岁道山狸藻